# Torneo de Candidatas 2024
El Torneo de Candidatas de 2024 fue un torneo de ajedrez donde 8 de las mejores jugadoras del mundo se enfrentaron para decidir a la retadora en el Campeonato Mundial Femenino de Ajedrez de 2025.La ganadora de este fue Tan Zhongyi, por lo que obtuvo el derecho a retar a la campeona del mundo Ju Wenjun.

## Participantes
| Jugadora               | Método de Clasificación                     | Notas                  |
| ---------------------- | ------------------------------------------- | ---------------------- |
| Lei Tingjie            | Perdedora del Campeonato Mundial de 2023    |                        |
| Katerina Lagno         | 1.º Grand Prix Femenino 2022-23             |                        |
| Aleksandra Goryachkina | 2.º Grand Prix Femenino 2022-23             |                        |
| Aleksandra Goryachkina | Ganadora de la Copa del Mundo Femenina 2023 | Reemplazada por Koneru |
| Nurgyul Salimova       | 2.º Copa del Mundo Femenina 2023            |                        |
| Anna Muzychuk          | 3.º Copa del Mundo Femenina 2023            |                        |
| Anna Muzychuk          | 2.º Gran Suizo Femenino 2023                | Reemplazada por Tan    |
| Vaishali Rameshbabu    | Ganadora del Gran Suizo Femenino 2023       |                        |
| Tan Zhongyi            | 3.º Gran Suizo Femenino 2023                |                        |
| Humpy Koneru           | Rating                                      |                        |

## Clasificación

### Grand Prix
| Pos. | Jugadora               | Astana | Munich | Nueva Delhi | Nicosia | Total |
| ---- | ---------------------- | ------ | ------ | ----------- | ------- | ----- |
| 1    | Katerina Lagno         | 160    |        | 85          | 80      | 325   |
| 2    | Aleksandra Goryachkina | 130    |        | 133⅓        | 55      | 318⅓  |
| 3    | Zhu Jiner              | 110    | 65     | 133⅓        |         | 308⅓  |
| 4    | Aleksandra Kosteniuk   | 90     | 160    |             | 30      | 280   |
| 5    | Dronavalli Harika      |        | 90     | 50          | 110     | 250   |
| 6    | Tan Zhongyi            | 60     | 65     |             | 110     | 235   |
| 7    | Dinara Wagner          | 60     | 10     |             | 160     | 230   |
| 8    | Bibisara Assaubayeva   | 30     |        | 133⅓        | 55      | 218⅓  |
| 9    | Nana Dzagnidze         |        | 110    | 50          | 55      | 215   |
| 10   | Polina Shuvalova       | 10     |        | 85          | 110     | 205   |
| 11   | Humpy Koneru           |        | 130    | 70          |         | 200   |
| 12   | Zhansaya Abdumalik     | 80     | 65     | R           |         | 145   |
| 13   | Elisabeth Pähtz        | 30     | 65     | R           |         | 95    |
| 14   | Vaishali Rameshbabu    | 60     |        | 30          |         | 90    |
| 15   | Alina Kashlinskaya     | 30     | 30     |             |         | 60    |
| 16   | Gunay Mammadzada       |        |        |             | 55      | 55    |
| 17   | Nino Batsiashvili      |        |        | 50          |         | 50    |
| 18   | Mariya Muzychuk        |        | 40     |             |         | 40    |
| 19   | Anna Muzychuk          |        | 20     |             |         | 20    |
| 20   | Bella Khotenashvili    |        |        |             | 20      | 20    |
| 21   | Oliwia Kiolbasa        |        |        |             | 10      | 10    |

### Copa del mundo
|  | Cuartos de final | Cuartos de final | Cuartos de final |             |    | Semifinales | Semifinales | Semifinales |   |              | Final        | Final        | Final |  |
|  |                  |                  |                  |             |    |             |             |             |   |              |              |              |       |  |
|  |                  |                  |                  |             |    |             |             |             |   |              |              |              |       |  |
|  | 16               | Päthz            | 3½               |             |    |             |             |             |   |              |              |              |       |  |
|  | 16               | Päthz            | 3½               |             |    |             |             |             |   |              |              |              |       |  |
|  | 9                | Muzychuk A.      | 4½               |             |    |             |             |             |   |              |              |              |       |  |
|  | 9                | Muzychuk A.      | 4½               |             | 9  | Muzychuk A. | 2½          |             |   |              |              |              |       |  |
|  |                  |                  |                  |             | 9  | Muzychuk A. | 2½          |             |   |              |              |              |       |  |
|  |                  |                  | 29               | Salimova    | 3½ |             |             |             |   |              |              |              |       |  |
|  | 12               | Shuvalova        | 29               | Salimova    | 3½ | 1           |             |             |   |              |              |              |       |  |
|  | 12               | Shuvalova        |                  |             |    |             |             |             |   |              |              |              |       |  |
|  | 29               | Salimova         | 3                |             |    |             |             |             |   |              |              |              |       |  |
|  | 29               | Salimova         | 3                |             |    |             |             |             |   | 29           | Salimova     | 1½           |       |  |
|  |                  |                  |                  |             |    |             |             |             |   | 29           | Salimova     | 1½           |       |  |
|  |                  |                  | 2                | Goryachkina | 2½ |             |             |             |   |              |              |              |       |  |
|  | 14               | Khotenashvili    | 2                | Goryachkina | 2½ | ½           |             |             |   |              |              |              |       |  |
|  | 14               | Khotenashvili    |                  |             |    |             |             |             |   |              |              |              |       |  |
|  | 6                | Tan              | 1½               |             |    |             |             |             |   |              |              |              |       |  |
|  | 6                | Tan              | 1½               |             | 6  | Tan         | ½           |             |   | Tercer lugar | Tercer lugar | Tercer lugar |       |  |
|  |                  |                  |                  |             | 6  | Tan         | ½           |             |   | Tercer lugar | Tercer lugar | Tercer lugar |       |  |
|  |                  |                  | 2                | Goryachkina | 1½ |             |             |             |   |              |              |              |       |  |
|  | 10               | Dronavalli       | 2                | Goryachkina | 1½ | 3½          |             |             | 9 | Muzychuk A.  | 1½           |              |       |  |
|  | 10               | Dronavalli       |                  |             |    |             |             |             | 9 | Muzychuk A.  | 1½           |              |       |  |
|  | 2                | Goryachkina      | 4½               |             |    |             |             |             |   |              | 6            | Tan          | ½     |  |
|  | 2                | Goryachkina      | 4½               |             |    |             |             |             |   |              | 6            | Tan          | ½     |  |
|  |                  |                  |                  |             |    |             |             |             |   |              |              |              |       |  |

## Torneo de Candidatas

### Formato
Se llevó a cabo mediante un formato de doble ronda de todos contra todos, donde la ganadora obtiene el derecho a retar a Ju Wenjun por el campeonato mundial. En caso de empate por el primer lugar, se desarrollaría un desempate entre todas las jugadoras empatadas.

### Resultados
|   | Jugadora               | Rating | 1 | 2 | 3 | 4  | 5  | 6  | 7  | 8  | Pts. |
| - | ---------------------- | ------ | - | - | - | -- | -- | -- | -- | -- | ---- |
| 1 | Tan Zhongyi            | 2521   |   | 1 | 1 | 2  | 1  | 1½ | 1½ | 1  | 9    |
| 2 | Lei Tingjie            | 2550   | 1 |   | 1 | 1  | 1½ | 1  | 1  | 1  | 7½   |
| 3 | Humpy Koneru           | 2546   | 1 | 1 |   | 1½ | 1  | 1  | 1  | 1  | 7½   |
| 4 | Vaishali Rameshbabu    | 2475   | 0 | 1 | ½ |    | 1½ | 1  | 1½ | 2  | 7½   |
| 5 | Aleksandra Goryachkina | 2553   | 1 | ½ | 1 | ½  |    | 1  | 1½ | 1½ | 7    |
| 6 | Katerina Lagno         | 2542   | ½ | 1 | 1 | 1  | 1  |    | 1  | 1  | 6½   |
| 7 | Anna Muzychuk          | 2520   | ½ | 1 | 1 | ½  | ½  | 1  |    | 1  | 5½   |
| 8 | Nurgyul Salimova       | 2432   | 1 | 1 | 1 | 0  | ½  | 1  | 1  |    | 5½   |